# سید رحیم توکل
سید رحیم توکل (زاده ۱۳۳۱) فقیه و نمایندهٔ استان مازندران در مجلس خبرگان رهبری است. وی نخستین بار در انتخابات سال ۱۳۹۴ به این سمت برگزیده شد.
وی دیپلم طبیعی را در شهر بابل گذرانده و در سال ۱۳۵۱ تحصیلات حوزوی را در شهر قم آغاز کرد. پس از تحصیلات مقدماتی و سطح در سال ۱۳۵۹ درس خارج را آغاز و در سال ۱۳۶۸ اجتهاد خود را از میرزاهاشم آملی و حسین مظاهری دریافت کرد. وی برای آشنایی با دیدگاه‌ها در دروس بعضی مراجع دیگر نیز شرکت داشته و از سال ۱۳۷۶ درس خارج فقه و اصول خود را آغاز کرد.
سید رحیم توکل در نتایج انتخابات مجلس خبرگان رهبری (۱۳۹۴)، در حوزه استان مازندران، با کسب ۴۸۸٬۸۱۷ رأی از مجموع ۱۶۱۸۲۶۳ رأی در جایگاه چهارم پس از صادق لاریجانی، نورالله طبرسی و علی معلمی وارد دوره پنجم مجلس خبرگان رهبری شد.
وی از علاقه‌مندان به ورزش کونگ فو است.

## پیوند بیرون
- پایگاه اطلاع‌رسانی سید رحیم توکل  (بایگانی‌شده  در ۲۹ فوریه ۲۰۱۶ توسط Wayback Machine)